# Велика Лашна
Велика Лашна (словен. Velika Lašna) је насељено место у општини Камник, Средњесловенска регија, Словенија.

## Историја
До територијалне реорганизације у Словенији била је у саставу старе општине Камник.

## Становништво
У попису становништва из 2011. године, Велика Лашна је имала 120 становника.
| Број становника према пописима | Број становника према пописима | Број становника према пописима |
| ------------------------------ | ------------------------------ | ------------------------------ |
| 1991                           | 2002                           | 2011                           |
| 101                            | 102                            | 120                            |